# Marshmello
Christopher Comstock (Philadelphia, 19 mei 1992), beter bekend als Marshmello, is een Amerikaans dj en producer.

## Loopbaan
Marshmello werd bekend met zijn remixes van nummers van Jack Ü en Zedd. Later werkte hij samen met artiesten zoals Logic, Juice WRLD en Selena Gomez. Hij had eind 2017 een grote hit met Silence, en in 2019 had hij samen met Anne-Marie een nog grotere hit met Friends.
Marshmello heeft verschillende albums uitgebracht, waaronder de Joytime series; Joytime (2 januari 2016), Joytime II (22 juni 2018) en Joytime III (2 juli 2019).

## Identiteit
Marshmello draagt altijd een helm met een gezichtje erop wanneer hij zich in het openbaar vertoont. Aanvankelijk was zijn identiteit onbekend, maar eind 2017 werd bevestigd dat Comstock Marshmello is.
Comstock is met meerdere dingen geconfronteerd waarop blijkt dat hij inderdaad Marshmello is. Eind 2017 plaatste Marshmello op zijn Instagram-tijdlijn een foto met daarop een man die het masker draagt. In de spiegel achter hem is de reflectie van een man te zien, helemaal verkleed in het wit (in dit geval Marshmello's kleding). Binnen 5 minuten werd de foto verwijderd. 
Ook zijn er in een interview met Skrillex dingen genoemd die niet helemaal kloppen. Halverwege het interview wordt Skrillex gebeld. De interviewer kijkt op de telefoon en antwoordt "Oh, it's Chris." Hierop antwoordt Skrillex rustig met "Marshmello." Dit kan verwijzen naar Chris Comstock. 
Comstock zelf beantwoordt de vraag of hij Marshmello is niet ontkennend, waardoor mensen denken dat het inderdaad waar is.

## Discografie

### Singles
| Single met eventuele hitnotering(en) in de Nederlandse Top 40 | Datum van verschijnen | Datum van binnenkomst | Hoogste positie | Aantal weken | Opmerkingen                                                 |
| ------------------------------------------------------------- | --------------------- | --------------------- | --------------- | ------------ | ----------------------------------------------------------- |
| Silence                                                       | 2017                  | 16-09-2017            | 15              | 17           | met Khalid / Nr. 11 in de Single Top 100                    |
| Wolves                                                        | 2017                  | 11-11-2017            | 2               | 21           | met Selena Gomez / Nr. 8 in de Single Top 100 / Alarmschijf |
| Friends                                                       | 2018                  | 03-03-2018            | 1(2wk)          | 20           | met Anne-Marie / Nr. 4 in de Single Top 100 / Alarmschijf   |
| Everyday                                                      | 2018                  | -                     |                 |              | met Logic / Nr. 64 in de Single Top 100                     |
| Happier                                                       | 2018                  | 08-09-2018            | 5               | 23           | met Bastille / Nr. 5 in de Single Top 100                   |
| Project Dreams                                                | 2018                  | 05-01-2019            | tip17           | -            | met Roddy Ricch                                             |
| Here with Me                                                  | 2019                  | 23-03-2019            | 14              | 12           | met Chvrches                                                |
| One Thing Right                                               | 2019                  | 29-06-2019            | tip8            | -            | met Kane Brown                                              |
| Tongue Tied                                                   | 2019                  | 23-11-2019            | tip23           | -            | met Yungblud & Blackbear                                    |
| Be Kind                                                       | 2020                  | 09-05-2020            | 13              | 11           | met Halsey                                                  |
| Come & Go                                                     | 2020                  | 25-07-2020            | tip5            | -            | met Juice WRLD                                              |
| OK Not to Be OK                                               | 2020                  | 12-09-2020            | tip1            | 8            | met Demi Lovato                                             |
| Too Much                                                      | 2020                  | 24-10-2020            | tip15           | 5            | met Imanbek & Usher                                         |
| You                                                           | 2021                  | 06-02-2021            | tip22           | -            | met Benny Blanco & Vance Joy                                |
| Leave Before You Love Me                                      | 2021                  | 05-06-2021            | 8               | 22           | met Jonas Brothers / Alarmschijf                            |
| Numb                                                          | 2022                  | 25-06-2022            | 27              | 6            | met Khalid / Alarmschijf                                    |
| Chasing Stars                                                 | 2021                  | 21-08-2021            | tip12           | 6            | met Alesso & James Bay                                      |
| Esta vida                                                     | 2023                  | 28-05-2023            | 3               | 21           | met Farruko                                                 |
| Dreaming                                                      | 2023                  | 28-05-2023            | 17              | 14           | met Pink & Sting                                            |
| Miles on It                                                   | 2024                  | 03-05-2024            | 4               | 27           | met Kane Brown                                              |
| Slow Motion                                                   | 2025                  | 25-01-2025            | 36              | 6            | met Jonas Brothers                                          |

| Single met hitnotering(en) in de Vlaamse Ultratop 50 | Datum van verschijnen | Datum van binnenkomst | Hoogste positie | Aantal weken | Opmerkingen                               |
| ---------------------------------------------------- | --------------------- | --------------------- | --------------- | ------------ | ----------------------------------------- |
| Freal Luv                                            | 14-10-2016            | 29-10-2016            | tip             | -            | met Far East Movement, Chanyeol & Tinashe |
| Silence                                              | 11-08-2017            | 09-09-2017            | 5               | 33           | met Khalid / 2x Platina                   |
| Wolves                                               | 25-10-2017            | 04-11-2017            | 1(5wk)          | 25           | met Selena Gomez / Platina                |
| Spotlight                                            | 12-01-2018            | 20-01-2018            | tip             | -            | met Lil Peep                              |
| Friends                                              | 09-02-2018            | 17-02-2018            | 2               | 27           | met Anne-Marie / Platina                  |
| Everyday                                             | 02-03-2018            | 10-03-2018            | tip13           | -            | met Logic                                 |
| Fly                                                  | 09-03-2018            | 24-03-2018            | tip             | -            | met Leah Culver                           |
| You Can Cry                                          | 04-05-2018            | 19-05-2018            | tip             | -            | met Juicy J x James Arthur                |
| Happier                                              | 17-08-2018            | 01-09-2018            | 7               | 32           | met Bastille / Platina                    |
| Project Dreams                                       | 2019                  | 12-01-2019            | tip33           | -            | met Roddy Rich                            |
| Here with Me                                         | 2019                  | 30-03-2019            | 20              | 18           | met Chvrches                              |
| Light It Up                                          | 2019                  | 04-05-2019            | tip             | -            | met Tyga & Chris Brown                    |
| One Thing Right                                      | 2019                  | 29-06-2019            | tip21           | -            | met Kane Brown                            |
| Tongue Tied                                          | 2019                  | 21-11-2019            | tip33           | -            | met Yungblud & Blackbear                  |
| Be Kind                                              | 2020                  | 09-05-2020            | tip1            | -            | met Halsey                                |
| Come & Go                                            | 2020                  | 25-07-2020            | 47              | 1            | met Juice WRLD                            |
| OK Not to Be OK                                      | 2020                  | 19-09-2020            | tip1            | -            | met Demi Lovato                           |
| Too Much                                             | 2020                  | 31-10-2020            | tip             | -            | met Imanbek & Usher                       |
| You                                                  | 2021                  | 06-02-2021            | tip3            | -            | met Benny Blanco & Vance Joy              |
| Leave Before You Love Me                             | 2021                  | 12-06-2021            | 32              | 14           | met Jonas Brothers                        |
| Chasing Stars                                        | 2021                  | 09-10-2021            | 40              | 2            | met Alesso & James Bay                    |
| Numb                                                 | 2022                  | 13-08-2022            | 18              | 18           | met Khalid                                |
| Esta vida                                            | 2023                  | 07-05-2023            | 37              | 3            | met Farruko                               |
| Dreaming                                             | 2023                  | 28-10-2023            | 22              | 17           | met Pink & Sting                          |
| Miles On It                                          | 2024                  | 03-05-2024            | 13              | 33*          | met Kane Brown                            |
| Slow Motion                                          | 2025                  | 25-01-2025            | 23              | 9*           | met Jonas Brothers                        |

## DJ Mag Top 100[1]
| Jaar | Plaats |
| ---- | ------ |
| 2016 | 2      |
| 2017 | 10     |
| 2018 | 1      |
| 2019 | 5      |
| 2020 | 9      |
| 2021 | 13     |
| 2022 | 26     |
| 2023 | 21     |

- Gemeinsame Normdatei: 1189610973
- International Standard Name Identifier: 0000 0004 0771 2801
- Library of Congress Control Number: no2018009364
- MusicBrainz: 301b45a4-b8b9-410e-8344-4b4eaf96691a
- Virtual International Authority File: 22151715660213782660
- WorldCat: E39PCjHbVQTR6FHrGkmQb9y883